# De Bird (Grou)
De Bird – wiatrak w miejscowości Grou, w gminie De Friese Meren, w prowincji Fryzja, w Holandii. Młyn powstał w XVIII w., a w obecnie zajmowaną lokalizację został przeniesiony w 2007 r. Ma on jedno piętro. Jego śmigła mają rozpiętość 12,20 m. Wiatrak służył głównie do pompowania wody za pomocą śruby Archimedesa.